# 아리아케정 (가고시마현)
아리아케정(일본어: 有明町)은 일본 가고시마현 동부에 있던 정으로 소오군에 속했다. 
2006년 1월 1일, 시부시정, 마쓰야마정과 신설합병, 시로 승격해, 시부시시가 되어 소멸하였다.

## 지리
가고시마현 오스미 반도의 동부에 위치한다. 마을의 일부는 오사키초로 둘러싸여 있는 비행장이며, 마을 구역 내에는 오사키정의 비행장도 있다.

## 역사
가고시마현은 히나타국 모로카타군에 속했다.
- 1889년 4월 1일 - 정촌제도가 성립에 의해 미나미모로카타군 시부시촌이 성립하였다.
- 1891년 2월 시부시촌이 히가시시부시촌, 니시시부시촌, 쓰키노촌에 분할되었다.
- 1955년 4월 1일 - 니시시부시촌이 노가타촌의 일부를 편입하였다.
- 1958년 4월 1일 - 니시시부시촌이 정으로 승격해, 아리아케정이 개칭되었다.
- 2006년 1월 1일 - 시부시정, 마쓰야마정과 합병해, 시부시시의 일부가 되어 시청 본청은 구 아리아케 정사무소에 있었으나, 2021년 본청은 시부시 지소(구 시부시 정사무소)로 이전하고, 구 본청은 아리아케 지소로 변경되었다.

## 교통

### 철도
- 제일 가까운역은 규슈 여객철도 니치난 선 미야코노조역

### 도로
- 국도 220호선(국도 448호선과 중복)
- 국도 269호선

## 참고 문헌
- 角川日本地名大辞典編纂委員会,『角川日本地名大辞典 鹿児島県』1983, 角川書店